# Józef Śliwicki

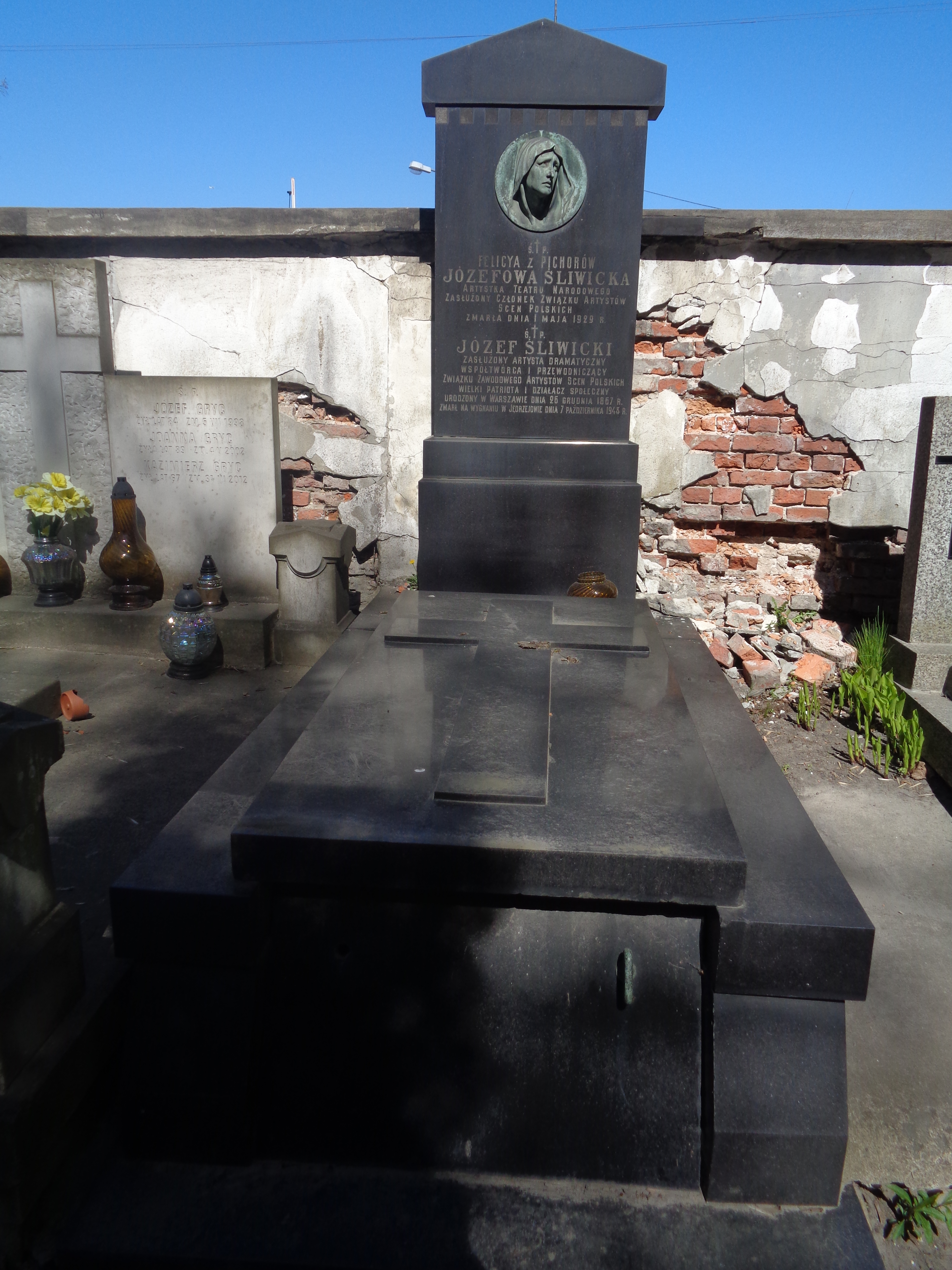
Grób aktorów Józefa i Felicji Śliwickich na Starych Powązkach w Warszawie

Józef Śliwicki (ur. 26 grudnia 1867 w Warszawie, zm. 7 października 1944 w Jędrzejowie) – polski aktor, reżyser.

## Życiorys
Syn Leona Śliwickiego (tapicera Warszawskiego Towarzystwa Dobroczynności) i Michaliny z Trapszów. Od 31 lipca 1923 mąż aktorki Felicji Pichor. Gry aktorskiej uczył się w szkole swego stryjecznego dziadka Anastazego Trapszy. Debiutował 28 grudnia 1884 w amatorskim zespole Warszawskiego Towarzystwa Dobroczynności. Za krakowski debiut uważa się jego rolę Pomocnika Rejenta w Lisie w kurniku w 1885. Występował w Krakowie do 1898. W latach 1893–1896 był także reżyserem krakowskiego teatru. Od 13 września 1898 pracował w Warszawskich Teatrach Rządowych jako aktor, a także reżyser (1905-1907 i 1908-1914). Po I wojnie światowej grał i reżyserował w Teatrach Miejskich, zaś od 1924 w Narodowym w Warszawie. W latach 1909–1915 był profesorem Szkoły Aplikacyjnej, 1910-1914 - Klasy Dramatycznej przy Warszawskim Towarzystwie Muzycznym, 1916-1921 - Warszawskiej Szkoły Dramatycznej, od 1921 - Państwowej Szkoły Dramatycznej w Warszawie. W 1906 został prezesem Kasy Pożyczkowo-Wkładowej Artystów WTR. W 1919 oraz w latach 1921-1924, 1926-1929 i 1933-1939 pełnił obowiązki prezesa ZASP. W 1919 otrzymał godność honorowego prezesa ZASP.
Jego dorobek liczy 644 ról, m.in.
- Romea w Romeu i Julii Williama Szekspira
- tytułową w Makbecie Williama Szekspira
- Filona w Balladynie Juliusza Słowackiego
- Zbigniewa w Mazepie Juliusza Słowackiego
- tytułową w Fantazym Juliusza Słowackiego
- Szczęsnego w Horsztyńskim Juliusza Słowackiego
- Albina w Ślubach panieńskich Aleksandra Fredry
- Birbanckiego w Dożywociu Aleksandra Fredry
- Lubomira w Panu Geldhabie Aleksandra Fredry
- Biskupa w Bolesławie Śmiałym Stanisława Wyspiańskiego
- tytułową w Kościuszce pod Racławicami Władysława Ludwika Anczyca
- tytułową w Don Carlosie Friedricha Schillera
- Mortimera w Marii Stuart Friedricha Schillera
- Mistrza Henryka w Dzwonie zatopionym Gerharta Hauptmanna
- Gottwalda w Hanusi Gerharta Hauptmanna

Był aktorem inteligentnym, sumiennym i pracowitym.[...] Jako działacz w znacznym stopniu przyczynił się do podniesienia społecznej reputacji polskiego aktora. Za swoje zasługi został nagrodzony tytułami członka zasłużonego i honorowego, a od 1919 także honorowego prezesa ZASP.

Spoczywa na cmentarzu Powązkowskim w Warszawie (kwatera PPRK-1-39).

## Filmografia
- 1912 Krwawa dola
- 1921 Na jasnym brzegu, jako malarz Świrski
- 1922 Strzał, jako dyrektor Groński
Tajemnica przystanku tramwajowego
- 1923 Niewolnica miłości
- 1924 Miłość przez ogień i krew, jako weteran z 1863 roku
- 1926 O czym się nie myśli
Trędowata, jako hrabia Barski
- 1927 Uśmiech losu, jako adwokat Szamocki
Ziemia obiecana, jako bankier Zucker
- 1928 Pan Tadeusz, jako stolnik
- 1934 Przeor Kordecki – obrońca Częstochowy, jako Jan II Kazimierz
- 1936 Bolek i Lolek
- 1938 Profesor Wilczur, jako prezes

## Ordery i odznaczenia
- Krzyż Komandorski Orderu Odrodzenia Polski (10 listopada 1938)[3]
- Krzyż Oficerski Orderu Odrodzenia Polski (2 maja 1924)[4][5]
- Złoty Krzyż Zasługi (10 listopada 1933)[6]
- Złoty Wawrzyn Akademicki (7 listopada 1936)[7]